# Андра Стевановић
Андра Стевановић (Београд, 12/24. новембар 1859 — Београд, 15. новембар 1929) био је српски архитекта и професор Велике школе.

## Биографија
Његов отац је био Јоца Стевановић, државни чиновник. У Београду је завршио основну школу и Реалну гимназију 1877. године. Био је београдско дете и у Београду је провео цео живот. У року је завршио Технички факултет (1881) и одмах се запослио у државној служби, у којој је провео две године радећи на позицији подинжињера Београдског округа. Као и већи део српских инжењера тог времена, морао је да студира архитектуру у иностранству. 1883. године је почео да студира на Техничкој високој школи у Берлину, где је остао више година и стекао солидно практично знање. Дипломирао је и положио државни испит, што је била реткост у Немачкој, која је ту привилегију давала малом броју странаца.
Вратио се у Србију и запослио се почетком 1890. године као инжењер у Министарству грађевина, где се задржао само три месеца. Изабран је за професора Техничког факултета Велике школе у Београду, где је радио до пензије у коју је отишао 1924. године. Био је међу првих осам редовних професора Универзитета у Београду 1905. године који су бирали цео остали наставни кадар. Тиме је постигао свој животни идеал, коме је остао веран до краја живота. Одбио је многе уносније положаје у државном апарату и изабрао рад са студентима. Током свог живота није много ни писао ни пројектовао, већ је већину енергије уложио у факултетски рад и образовање. Био је добар стручњак и добар говорник. Подржавао је вољу студената за позив који су одабрали.
Осим педагогијом, бавио се пројектовањем и проучавањем старих црквених споменика. Изабран је за члана Српске краљевске академије 1910. године и дуго је био секретар њеног Уметничког одељења. Кад је отишао у пензију, додељена му је титула почасног доктора наука Београдског универзитета у марту 1925, што је била прва "докторска диплома" коју је дао Технички факултет. Андра Стевановић је много учествовао у јавном животу Београда и Србије, што га је највероватније омело да постигне веће резултате на научном и пројектантском пољу. Умро је у Београду после повратка са једног од студијских путовања.

## Значајнија архитектонска дела
- Управа фондова (данас Народни музеј) са Николом Несторовићем
- Кућа В. Марковића - Теразије 38 са Николом Несторовићем
- Београдска задруга - Карађорђева 48 са Николом Несторовићем
- Зграда са зеленим плочицама - Угао Краља Петра и Узун-Миркове са Николом Несторовићем
- Српска краљевска академија (данас зграда САНУ) - Кнез Михајлова 35 са Д. Ђорђевићем
- Црква Светог Саве у Косовској Митровици
- Зграда Богословије у Призрену

## Галерија
- Зграда трговца Стаменковића (Зграда са зеленим плочицама), СК 88
- Управа фондова (Народни музеј у Београду), СК 38